# Ujazd Górny (gromada)
Ujazd Górny – dawna gromada, czyli najmniejsza jednostka podziału terytorialnego Polskiej Rzeczypospolitej Ludowej w latach 1954–1972.
Gromady, z gromadzkimi radami narodowymi (GRN) jako organami władzy najniższego stopnia na wsi, funkcjonowały od reformy reorganizującej administrację wiejską przeprowadzonej jesienią 1954 do momentu ich zniesienia z dniem 1 stycznia 1973, tym samym wypierając organizację gminną w latach 1954–1972.
Gromadę Ujazd Górny z siedzibą GRN w Ujeździe Górnym utworzono – jako jedną z 8759 gromad na obszarze Polski – w powiecie średzkim w woj. wrocławskim, na mocy uchwały nr 27/54 WRN we Wrocławiu z dnia 2 października 1954. W skład jednostki weszły obszary dotychczasowych gromad Ujazd Górny, Ujazd Dolny, Karnice i Jarosław ze zniesionej gminy Bukówek oraz Jarostów ze zniesionej gminy Udanin w tymże powiecie. Dla gromady ustalono 12 członków gromadzkiej rady narodowej.
1 stycznia 1960 do gromady Ujazd Górny włączono wsie Drogomiłowice, Pichorowice i Łagiewniki Średzkie ze zniesionej gromady Pichorowice w tymże powiecie.
31 grudnia 1961 do gromady Ujazd Górny włączono wieś Michałów ze zniesionej gromady Cesarzowice w tymże powiecie.
Gromada przetrwała do końca 1972 roku, czyli do kolejnej reformy gminnej.